# تحالف عمال إيموكالي

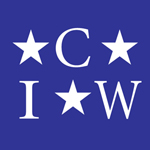

تحالف عمال إيموكالي، هو منظمة لحقوق الإنسان تعنى بشؤون العمال، ويقع مقرّها في إيموكالي في فلوريدا، يُعترَف بها دوليًا لإنجازاتها في مجالات المسؤولية الاجتماعية للشركات، والإتجار بالبشر، والعنف القائم على النوع الاجتماعي في العمل، ويعود أساس نشأتها إلى تنظيم مجتمع العمال الزراعيين الذي بدأ في عام 1993، وتعزّز من خلال إنشاء شبكة مستهلكين وطنية في عام 2000، وتطوّر عمل التحالف بشكل متزايد خلال أكثر من عشرين عامًا ليشمل العديد من المجالات المتداخلة.
ساعد تحالف عمال إيموكالي في التحقيق والملاحقة القضائية الفيدرالية للعديد من عمليات العبودية التي كانت تحدث في قطاع الزراعة في ولاية فلوريدا، وحصل التحالف على الميدالية الرئاسية لعام 2015 للجهود الاستثنائية لمكافحة الإتجار بالبشر، ولريادته في برنامج التغذية العادلة، وقد قدّمت وزارة الخارجية الأمريكية إلى تحالف عمال إيموكالي جائزة 2010 لأعماله البطولية في مكافحة أشكال العبودية المعاصرة.
تُثقّف الحملة الوطنية للتغذية العادلة التابعة لتحالف عمال إيموكالي المستهلكين حول قضية استغلال العمال في المزارع -أسبابها وحلولها- وتشكّل تحالفاتٍ بين العمال الزراعيين والمستهلكين لتجنيد القوة السوقية لكبار المشترين من تلك الشركات (يُسمّون تجّار التجزئة) للمساعدة في إنهاء هذا الاستغلال، واستطاعت الحملة في عام 2010 توقيع اتفاقيات هامة مع 14 من تجار التجزئة الرئيسيين للمواد الغذائية.

## بدايات التأسيس
تأسّس تحالف عمال إيموكالي، والذي كان يسمى في البداية مشروع عمال مزارع جنوب شرق فلوريدا، في عام 1993 في إيموكالي، فلوريدا، وهي مركز لإنتاج البندورة في الولاية، وتبلغ قيمتها السوقية حوالي 600 مليون دولار.
يعتمد مبدأ المجموعة المنظّمة على أساسيات التعليم الشعبي وتنمية المهارات القيادية، فقد كان من أول إنجازات التحالف إنشاء جمعية تعاونية لبيع الأغذية الأساسية، وغيرها من الضروريات بسعر التكلفة؛ من أجل مكافحة التلاعب بالأسعار من قبل التجار المحليين، ويمتلك التحالف اليوم قناة راديو خاصة به تبث الموسيقى، والأخبار، والبرامج التعليمية بعدّة لغات.
بين عامي 1995 و2000، نظّم التحالف العديد من الإجراءات القوية للاحتجاج على انخفاض الأجور الحقيقية للعمال قاطفي البندورة، وكذلك العنف المتكرر من قبل المشرفين تجاه العمال، وشملت هذه الفترة إضرابات عن العمل على مستوى المجتمع المحلي في الأعوام 1995 و1997 و1999، وإضرابًا عن الطعام لمدة 30 يومًا قام به ستة أعضاء في عام 1998؛ ومسيرة 230 ميلًا من فورت مايرز إلى أورلاندو في عام 2000.
بحلول عام 1998، تتوّجت تلك الاحتجاجات بزيادات على مستوى الدخل بنسبة تتراوح بين 13 و25 % (ما نتج عنه زيادة في أجور هذه المجموعة بمقدار عدة ملايين من الدولارات سنويًا)، وقد أدت تلك الزيادات إلى إعادة معدل قطف البندورة إلى مستويات ما قبل عام 1980 (فقد انخفض معدل القطف إلى أقل من تلك المستويات على مدار العقدين السابقين للتحسّن)، لكن بقيت الأجور دون المستوى المطلوب، وكان التحسّن يزداد ببطء.

## الوجبات السريعة
قاطع تحالف عمال إيموكالي سلسلة مطاعم تاكو بيل في عام 2001، محمّلاً الشركة المسؤولية عن أجور وظروف عمل المزارعين في سلسلة التوريد الخاصة بالبندورة، وكانت حجّة التحالف هي أنه عندما يستفيد كبار المشترين مثل تاكو بيل من حجم قوّتهم الشرائية للمطالبة بخصومات من مورّديهم، فإنهم يخلقون ضغطًا تنازليًا قويًا على الأجور وظروف العمل.
أكّدت دراسة أجرتها منظمة أوكسفام في أمريكا عام 2004 هذه الفكرة، إذ إنه وتحت ضغط المُشترين، يحوّل مالكي المزارع التكاليف والمخاطر المفروضة عليهم لتقع على عاتق المستوى الأخير من السلسة، والذين هم العمال الزراعيين الذين يعملون عندهم.
عمل التحالف خلال مقاطعته لتاكو بيل عن كثب مع الجماعات الدينية، والمجتمعية، وشبكة الطلاب، للضغط على تاكو بيل من زوايا مختلفة، وفي 8 مارس 2005 وافقت يوم براند إنك الشركة الأم لتاكو بيل، على جميع مطالب التحالف، وبعدها استمرّ التحالف في ضغطه على كبار الشركات للحصول على حقوق أفضل للمزارعين، والعمال، وتوصّل إلى اتفاقيات مع العديد من الشركات مثل ماكدونالدز، وبرغر كينغ، وسب واي، وشيبوتل، وولمارت، وغيرها.

## خدمة الطعام
خلال عامي 2009 و2010، استهدفت حملة تناول طعامك بكرامة التي أطلقها تحالف بين الطلاب والمزارعين مجال صناعة الخدمات الغذائية؛ فالعديد من هذه الشركات كانت تعمل في حرم الجامعات، وتوصّل التحالف من خلال ذلك إلى اتفاقيات مع شركات بون أبتيت، ومانجمينت، وكومباس غروب، وأرامارك، وسوديكسو.

## محلات السوبر ماركت
في سبتمبر 2008، بدأ تحالف عمال إيموكالي في العمل مع قطاع محلات السوبرماركت من خلال توقيع اتفاقية مع هول فوودز ماركت، وأوضحت كارين كريستنسن، المديرة التنفيذية لـ هول فود أنها تثني على عمل التحالف في الدفاع عن هؤلاء العمال، فقد وجدت بعد تقييم الوضع في فلوريدا بعناية أن اتفاقًا من هذا النوع يتماشى مع قيمهم الأساسية، ويصب في مصلحة العمال، فقد كانت اتفاقية هول فودز هي المرة الأولى التي يوافق فيها بائع تجزئة (صاحب سوبرماركت) على دعم مبادرة التحالف دون احتجاجات عامة.
في فبراير 2012، وقّع التحالف مع تريدر جوز اتفاقًا يضفي الطابع الرسمي على الطرق التي ستعمل بها السلسلة مع التحالف، ومع مُزارعي البندورة في فلوريدا من أجل دعم برنامج التغذية العادلة، وكان ذلك أول اتفاق تغذية عادلة يُوقّع مع أحد كبار تجّار التجزئة للمواد الغذائية في أعقاب تسوية 2010 مع سوق فلوريدا لمزارعي البندورة.
في يناير 2014، أعلنت ولمارت، أكبر متاجر بيع بالتجزئة في الولايات المتحدة، أنها ستنضم إلى برنامج التغذية العادلة، وفي اتفاقها مع التحالف، التزمت ولمارت بالمساعدة في توسيع البرنامج خارج ولاية فلوريدا، وإلى محاصيل أخرى غير البندورة.
في عام 2015، وقّع التحالف اتفاقيات التغذية العادلة مع ذا فريش ماركت وآهولد (وهي الشركة الأم لجيانت ستوب آند شوب)، ويركّز التحالف ومناصريه جهودهم على قادة سوق السوبرماركت الذين ما زالوا غير ملتزمين ببرنامج التغذية العادلة، بما في ذلك بوبليكس وكروغر.

## برنامج التغذية العادلة
في نوفمبر 2010، توصل تحالف عمال إيموكالي وسوق فلوريدا لمزارعي البندورة إلى اتفاق من أجل تنفيذ برنامج التغذية العادلة، بما في ذلك قواعد سلوك صارمة ونظام تعاوني لحل الشكاوى، وبرنامج تشاركي للصحة والسلامة، وبرامج تعليمية للعاملين، ونُظّم بشكل يعود فيه بالنفع على أكثر من 90% من قطاع العمل في البندورة في فلوريدا.
تغطي الاتفاقية أكثر من 30000 عامل و30000 فدان من الإنتاج، ويمكن أن يحصل العمال على زيادة في الأجور السنوية من 10000 إلى 12000 دولار في السنة، وقد تصل حتى 17000 دولارًا في حال وافق عدد كبير من المُشترين على هذه الزيادة.
وصفت صحيفة نيويورك تايمز في مقال افتتاحي الاتفاقية بأنها نصر رائع في صراع دام 15 عامًا من أجل تحسين الأجور وظروف العمل، وبأن فوز التحالف لن يحقّق العدالة بين ليلة وضحاها، ولكن وبعد أجيال عديدة من الاستغلال، بدأ جزء من الصناعة الزراعية في السير في الاتجاه الصحيح.
يُراقَب برنامج التغذية العادلة من قبل مجلس معايير الأغذية العادلة، وهي منظمة غير ربحيّة مقرّها ساراسوتا في فلوريدا، ويدير البرنامج قاضٍ سابق في المحكمة العليا لولاية نيويورك.

## حملة مناهضة العبودية
طوّر تحالف عمال إيموكالي نهجًا يُعترف به دوليًا بهدف القضاء على العبودية المعاصرة في مجال الصناعة الزراعية، ويساعد التحالف على محاربة هذه الجريمة من خلال الكشف، والتحقيق، والمساعدة في المقاضاة الفيدرالية للعصابات التي تستعبد مئات العمال الزراعيين، ففي مثل هذه الحالات، يُحتجز العمال ضد إرادتهم من قِبل أرباب العمل عبر تهديدهم، وفي أغلب الأحيان، عبر الاستخدام الفعلي للعنف بما في ذلك الضرب، وإطلاق النار، والجَلد.
تحالف عمال إيموكالي هو عضو مؤسّس في شبكة فريدم ناشيونال الأمريكية لتمكين ضحايا العبودية والإتجار، بالإضافة إلى ذلك، فإن التحالف هو المنسّق الإقليمي لمعهد التدريب على الحرية في مجال الإتجار بالبشر، وبهذه الصفة، يدرّب تحالف عمال إيموكالي سلطات تنفيذ القانون على مستوى الولايات، والحكومة الفيدرالية، والمنظمات غير الحكومية على كيفية تحديد ومساعدة الأشخاص المحتجَزين والمُستَعبدين.
تتضمن الشراكات والتعاونات الأخرى في مجال مكافحة العبودية:
1. عُضو مُعيّن من قبل الهيئة التشريعية في ولاية فلوريدا ضمن فرقة العمل المعنيّة بالإتجار بالبشر.[23]
2. شراكة مع قسم تنفيذ القانون في فلوريدا بما يخصّ مناهج التحقيقات المتقدمة في طُرق الإتجار بالبشر.
3. شراكة مع وحدة مكافحة الإتجار في مقاطعة كولير شريف.
4. شراكة مع فرق العمل التابعة لمحاميي الولايات المتحدة لمكافحة الإتجار بالبشر في منطقتي تامبا وميامي.
5. شراكة مع مكتب التحقيقات الفيدرالي في مجال تدريب الوكلاء الخاصّين أثناء فترة الخدمة.
6. شراكة مع وزارة العدل الأمريكية، وشعبة الحقوق المدنية، ووحدة مكافحة الإتجار في العاصمة واشنطن.[24]

## بعض الجوائز والتقديرات
تلقّى تحالف عمال إيموكالي مجموعة كبيرة من الأوسمة والتقديرات، بما في ذلك:
- جائزة بول وشيلا ويلستون لعام 2006 من شبكة الحرية الأمريكية لمساهماته المتميزة في مكافحة الإتجار بالبشر والعبودية المعاصرة في الولايات المتحدة.[26]
- جائزة مكافحة العبودية لعام 2007 من منظمة مكافحة العبودية الدولية في لندن (أقدم منظمة لحقوق الإنسان في العالم) لمساهمته الاستثنائية في مكافحة العبودية المعاصرة في الصناعة الزراعية الأمريكية.[27]
- جائزة الأخت مارغريت كافيرتي لتنمية الأفراد لعام 2008 مقدّمة من الحملة الكاثوليكية للتنمية البشرية.[28]